# 轩辕之丘
轩辕丘为轩辕黄帝的诞生地，在河南新郑市区一带，即今黄水河（古溱水）和双洎河（古洧水）交汇处的高台地上，面积约30多平方公里，其地貌形态东有马陵岗，西有双岭岗，南有黄岗，北有裴李岗，中间似盆地。历史上最早记述黄帝居轩辕丘的是战国《世本》：“黄帝居轩辕之丘，娶于西陵氏之子，产青阳及昌意。”关于轩辕丘的地望，晋皇甫谧《帝王世纪》说：“（黄帝）受国于有熊，居轩辕之丘，故因以为名，又以为号。”《大明一统志·古迹》：“轩辕丘，在新郑县境，古有熊氏之国，轩辕黄帝生于此故名。”